# Tề Hiếu công
Tề Hiếu công (chữ Hán: 齊孝公; cai trị: 642 TCN – 633 TCN), tên thật là Khương Chiêu (姜昭), là vị vua thứ 18 của nước Tề - chư hầu nhà Chu trong lịch sử Trung Quốc.

## Thân thế
Ông là con trai thứ của Tề Hoàn công – vua thứ 16 nước Tề. Mẹ ông là bà Trịnh cơ. Trong số 6 người con trai của Hoàn công, Khương Chiêu được lựa chọn làm thế tử.
Khi cả Tề Hoàn công và Quản Trọng đã già yếu cùng nhờ Tống Tương công giúp đỡ thế tử Chiêu.

## Nhờ Tống Tương công
Sau khi các đại thần trụ cột nước Tề là Quản Trọng, Bào Thúc Nha và Thấp Bằng qua đời, Tề Hoàn công lại tin dùng Dịch Nha, Thụ Điêu và Khai Phương. Mẹ công tử trưởng là Khương Vô Khuy bèn nhờ Thụ Điêu tác động để Hoàn công lập Vô Khuy. Hoàn công già yếu, sủng ái Thụ Điêu nên hứa lập Vô Khuy, song vẫn chưa chính thức thay đổi ngôi thế tử.
Tháng 10 năm 643 TCN, Tề Hoàn công qua đời. Dịch Nha và Thụ Điêu bất chấp sự phản đối của bá quan nước Tề, lập Vô Khuy lên ngôi. Một số quan lại phản đối bị giết chết. Khương Chiêu phải chạy sang nước Tống nhờ Tống Tương công giúp đỡ.
Khi Vô Khuy lên ngôi, các công tử Khương Nguyên, Khương Phan, Khương Thương Nhân cùng có ý định tranh giành. Tống Tương công mang quân sang đánh Tề, đưa thế tử Chiêu về nước. Người nước Tề vốn không ưa Dịch Nha và Thụ Điêu nên các đại thần nước Tề cùng nhau nổi dậy giết chết 2 người và giết luôn Khương Vô Khuy.
Quân Tống rước Khương Chiêu vào kinh đô, các công tử Khương Phan, Khương Nguyên, Khương Thương Nhân đều chịu quy phục. Thế tử Chiêu lên ngôi vua, tức là Tề Hiếu công.

## Làm vua
Năm 634 TCN, Tề Hiếu công mang quân đi đánh biên giới phía bắc nước Lỗ nhưng không thắng phải rút quân về.
Mùa hạ năm 633 TCN, Tề Hiếu công qua đời. Ông ở ngôi tất cả 10 năm. Vì ông không có con nối nên người nước Tề lập em ông là Khương Phan lên nối ngôi, tức là Tề Chiêu công.